# Suzuki XF 650 Freewind
La Suzuki XF 650 Freewind est une moto de type trail routier motorisée par un monocylindre de 644 cm3. Elle a été fabriquée par Suzuki de 1997 à 2002.

## Histoire et développement
La moto a été présentée pour la première fois en 1996. Elle est équipée d’un moteur monocylindre à quatre temps et refroidi par air et huile. Elle prend la suite de la Suzuki DR 650 dont elle reprend le chassis et le moteur.
La Freewind est mise sur le marché avec comme objectif initial de concurrencer la Honda NX 650 Dominator et la BMW F 650 GS. La tendance pour les trails étant d'être surtout utilisés en ville, Suzuki reprend son trail DR650 et le carène de manière plus "routière" .
La moto fera l'objet d'un restylage en 2000 avec un nouvel habillage, un graphisme différent et un nouveau ressort d'amortisseur arrière
. Sa commercialisation s'arrêtera en 2002 car les nouvelles normes anti-pollution auraient obligé le constructeur à développer un nouveau moteur .

## Évaluation
La moto est considérée comme fiable, robuste et facile d'entretien. La protection avec la bulle d'origine est suffisante à basse vitesse mais une bulle haute est recommandée pour l'autoroute. Le prix est considéré comme abordable (7 fois le SMIC de 1997) et une béquille centrale est disponible en option
.
Le moteur est alimenté par des carburateurs Mikuni avec un système d'allumage électronique et 2 bougies. La distribution SOHC est par chaine et avec 4 soupapes par cylindre. Le cadre est de type double berceau en acier à section carrée. La fourche télescopique avant offre un débattement de 170 mm. La suspension arrière est constituée d'un bras oscillant en acier avec un débattement de 167 mm. Le tableau de bord est composé d'un écran numérique multifonction qui affiche le compteur de vitesse, le compte-tours avec graphique à barres et la jauge de carburant. Il n'y a pas d'horloge.

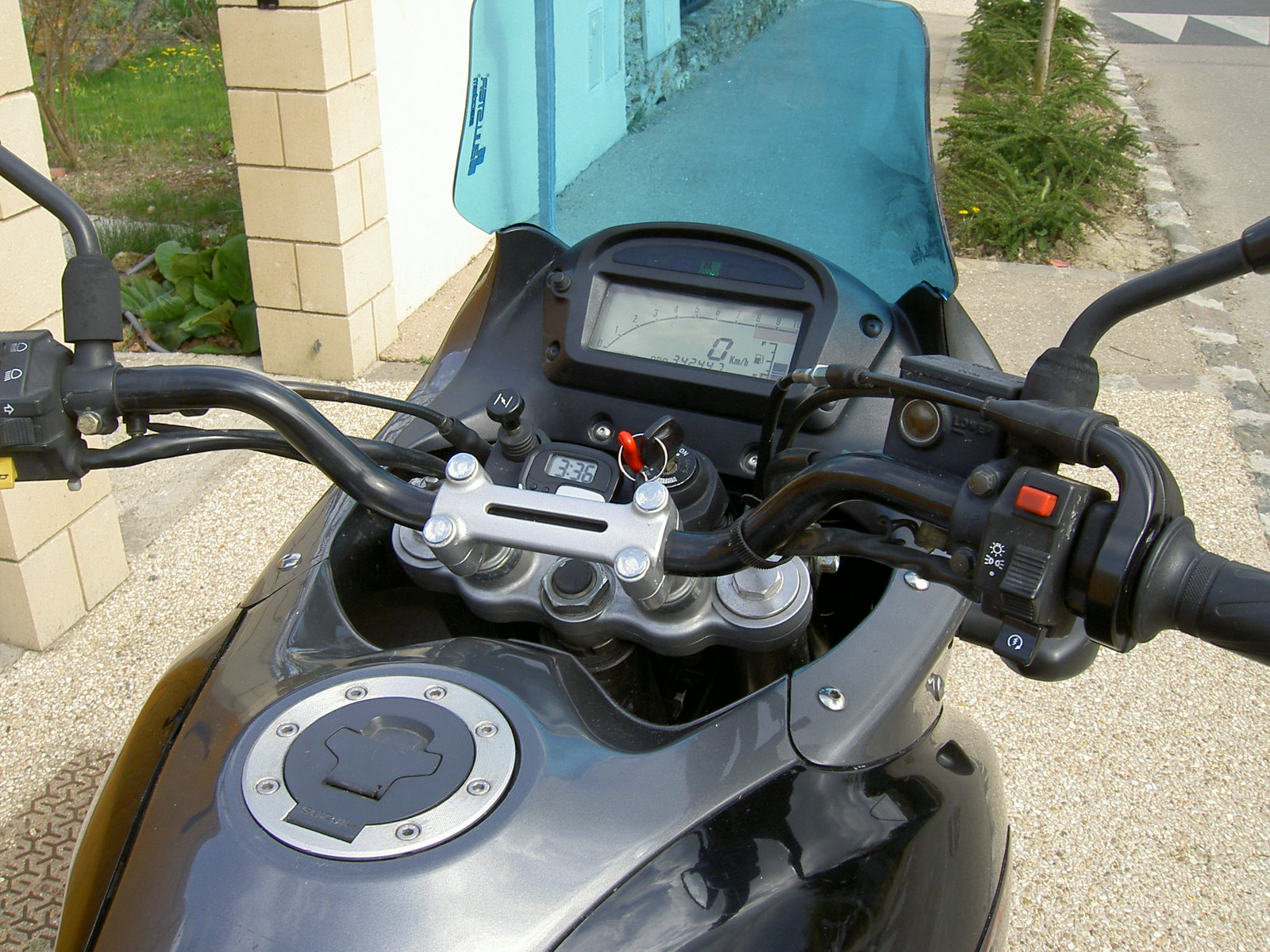
Suzuki Freewind 650 (2000) Tableau de bord

Le site Motorcyclesnews donne une note de 4/5 pour l'ensemble des composantes de cette moto. Les supensions sont considérées comme bonnes même si un peu trop douces à l'arrière. La moto hérite des qualités du modèle lui servant de base, la DR 650
.
Les essais sur route de la presse moto sont élogieux. Mais vendue par le constructeur comme une "bonne petite moto urbaine pour aller au boulot", les ventes ne seront pas à la hauteur des qualités reconnues de la machine
.